# 美保結衣
美保 結衣（みほ ゆい、1992年11月30日-)は、日本のAV女優。オールプロモーション所属。

## 略歴・人物
2018年7月にデビューしたAV女優。

## 出演作品

### アダルトDVD
2018年
- Gカップムチムチ巨乳ボディー 1日H回数最高14回!性欲が強くて超敏感体質な現役保母さんAVデビュー（7月13日、MOODYZ、監督：U吉）
- 私の願望叶えてください… 妄想だけで絶頂! 脳イキむっつり変態巨乳OLゆみさん(仮) 婚約者に内緒でAV出演（7月13日、E-BODY、監督：ー）※「ゆみ」名義
- 顔出し解禁!! マジックミラー便 都内有数の名門大学に通う高学歴女子大生 初めてのクリトリスいじられっぱなし体験編 身体中で最も敏感な性感帯を集中的にこねくりまわされ恥じらいクリイキ! 感度が急上昇したインテリ女子大生はデカチンSEXで絶頂の向こう側へ!!（8月19日、ディープス、監督：ルミナックス）他出演:高波奈々未、桜木こころ、小平奈美 ほか
- 最高の愛人と、最高の中出し性交。 31（8月24日、プレステージ、監督：ー）※「ゆい」名義
- 向かいの部屋の巨乳美女をこっそり覗いていると視線に気付かれ逆に自慢のデカパイを見せつけるかのように僕を誘惑し始め… 2（8月24日、DOC、監督：ー）他出演:持田栞里、心音にこ、瀬戸すみれ
- 自宅の寝室で鉢合わせ。 私の彼氏と知らない女。（8月25日、ダスッ!、監督：三島六三郎）
- 「酔いつぶれた人妻同僚の胸チラでせんずりしていたのがバレて怒られると思ったらヤられた」 VOL.1（9月6日、DANDY、監督：マジカルキクタソ）他出演:三原ほのか、若月みいな
- 眼鏡×競泳水着×くびれボイン（9月7日、クリスタル映像、監督：杜乃熊太郎）
- NTR 送別会で元彼に寝取られた新婚OL（9月7日、BeFree、監督：NAKIBESO）※「美保」名義
- 固定バイブだるまさんが転んだ 9（9月13日、はじめ企画、監督：はじめ）他出演：一ノ瀬恋、山井すず、七瀬こころ ほか
- 期間限定出勤 新人デリヘル嬢を騙して生中出し（9月14日、S級素人、監督：K太郎）他出演:：あおいれな、菊川みつ葉、皆瀬杏樹
- 美人巨乳教官が指導してくれる褒めて褒めて褒めちぎるSEX教習所（9月14日、BAZOOKA、監督：シズカマン）共演：ましろ杏、桜ちなみ、かなで自由
- 飼育しようと思って連れこんだ無垢であどけない娘さん。 大人のアレコレを仕込んでやろうと思ったのですが…変態に目覚めさせ、逆に飼い慣らされてしまった私（9月19日、ドグマ、監督：ノーマルKIM）
- 家庭教師が巨乳受験生にした事の全記録（9月20日、グローリークエスト、監督：ー）
- 唾液を絡ませ自ら腰を振る。素顔丸出し一泊旅行。「おじさん殺しの淫乱ボディー編」（9月25日、ダスッ!、監督：三島六三郎）
- 声も出せずクンニに悶える団地妻（9月25日、マドンナ、監督：芳賀栄太郎）
- オヤジのハメ撮りドキュメント ねっとり濃厚に貪り尽くす体液ドロドロ汗だく性交（10月1日、Fitch、監督：ー）
- 近親相姦父娘 溺愛した娘が年頃になって男と逃げようとしたので自分の性処理女として自宅監禁して肉玩具に仕込む（10月11日、ヒビノ、監督：馬並次郎）
- おじさん…わたしを孕ませて…（10月13日、セレブの友、監督：柊炎舞）
- 君がイクまで舐めるのをやめたくない 世界で一番敏感マ○コにクンニ絶頂でイクイク性交（10月19日、Rookie、監督：松方ピロム）
- 頭の先からつま先まで全身性器になってしまったオイルまみれSEX 3（10月19日、エンペラー、監督：柊炎舞）
- 女子●生が女教師を弄ぶ 悪戯レズ同棲 vol.02 〜初めてのマンツーマンレズレッスン〜（10月19日、レズれ!、監督：WILD・SEVEN、撮影日：7月21日）共演:高杉麻里
- SOD女子社員にご奉仕の天才がいた!? 制作部入社4年目 大隈涼子(26) “超がつくほどエロい”という噂を検証するためADとして撮影現場に同行させたら本性爆発! AV女優顔負けの真正ムッツリボディでユーザー様をヌキまくりご奉仕!（10月25日、SODクリエイト、監督：キャプテン江原）※「大隈涼子」名義
- お見合いの席でセックス! カラダの相性や性癖を知り合う目的でドM調教してしまいました。（10月26日、REAL、監督：ー、撮影日：7月13日）
- 面接ドキュメント 通りすがりのAV女優 11 巨乳、堅気、出来心編（10月27日、HMJM、監督：梁井一、撮影日：8月25日）他出演：北陸の巨乳JD
- 社内痴漢 2 （11月1日、MOODYZ、監督：ー、撮影日：8月5日）他出演:蓮実クレア、黒木いくみ
- 禁欲生活で性欲が爆発して男を監禁! W痴女の逆サンドイッチ種搾りSEX（11月1日、Fitch、監督：ー）共演:宝生リリー
- 旦那の借金の肩代わりに金満オヤジの肉奴隷メイドになる24歳献身若妻は人間オナホールに調教された（11月8日、ヒビノ、監督：馬並次郎、撮影日：7月17日）
- 悪エロガキの巨乳奥様狩り III（11月9日、クリスタル映像、監督：Buddha D）
- 妹の爆乳は一見にしかず! 関西から上京して来ました! チェリーズさん、私を妹にして下さい! 〜妹研究生はGカップ95cmみほ〜（11月13日、チェリーズれぼ、監督：ー、撮影日：8月20日）※「みほ」名義
- 親が見たら泣くビデオ。 愛娘が家庭教師に寝取られ感じまくってヒィヒィ言ってる…。清楚系女子○生に舌上射精&中出し変態セックス（11月24日、ビッグモーカル、監督：ー）※「結衣」名義
- マドンナ15周年記念大作第4弾!! 人妻ジーパン革命!! ミセス専用アパレルメーカー企画室勤務、華麗なる4人の人妻の【完全】着衣誘惑!! 熟女No.1メーカー『Madonna』は美熟女ジーパンNo.1メーカーになることをここに宣言します!!（11月25日、マドンナ、監督：豆沢豆太郎）共演:大浦真奈美、黒川すみれ、鈴木さとみ
- そっけない態度のメガネOL 脱がせてみたらエロボディ! 長時間愛撫の後巨根で突いたらチ●ポ狂いの本性発揮!（12月1日、リコピン、監督：大空翔）
- 2018年度 SOD女子社員 大忘年会 史上最大の潮吹き、おもらし、愛液垂らしでビショ濡れハレンチ接待（12月6日、ソフトオンデマンド、監督：CHAIN宗、撮影日：10月8-9日）共演：出演：皆瀬杏樹、富田優衣、神谷充希、若月まりあ、森下美怜、御坂りあ、結城花純。※「大隈涼子」名義
- 新任女教師 犯される掟（12月7日、アタッカーズ、監督：芳賀栄太郎、撮影日：8月21日）
- 彼氏の父親NTR お父さん本当にダメです…だって私は…良樹君の彼女なのに…（12月7日、JET映像、監督：ー、撮影日：8月23日）
- 大好きなカノジョをハメ撮りしちゃいました。清楚そうな美○女が部屋でホテルでスケベなトロ顔みせながら絶頂しまくり、腰振りまくり（12月13日、S-CUTE、監督：ー）他出演：星奈あい、深田結梨、皆月ひかる、倉木しおり
- 初めてのずっぷり挿入 Wペニバンレズセックス（12月19日、レズれ、監督：K*WEST、WILD・SEVEN、Ryo極、撮影日：7月21日（美保結衣分））共演：高杉麻里、他出演：蓮実クレア、熊宮由乃、後藤里香、葵百合香、倉木しおり、井上綾子、星乃レイア、優月まりな
- 私の理想の上司である酒井部長の本性は、むっつりデカ尻マニアだったのです…。（12月25日、マドンナ、監督：芳賀栄太郎、撮影日：8月8日）
- 街角シロウトナンパ36 ガールズバー編（12月28日）他出演：一条みお、嗣永さゆみ、皆月ひかる、椎名美羽

2019年
- 息子の嫁（1月1日、プラネットプラス、監督：BIRDMAN鉄平、撮影日：10月3日）
- 3人のプロ痴漢師に調教された 私の記録映像（1月10日、ソフトオンデマンド、監督：キャプテン江原、撮影日：9月20日）
- ラグジュTV×PRESTIGE PREMIUM No20（1月18日、プレステージ）他出演：出演：二宮和香、三原ほのか、鈴木さとみ、優梨まいな、星川凛々花、星あめり、星島るり、美国沙耶、風間リナ ※ MGS動画のDVD化
- 満員バスで背後から制服越しにねっとり乳揉み痴漢され腰をクネらせ感じまくる巨乳女子○生6（1月24日、ナチュラルハイ）他出演：かなで自由、並木杏梨、椎葉みくる
- S-Cute 4時間まるごと美少女-可愛い子が感じて、喘いで、イク！AVの基本ここに完成！（2月1日、S-Cute）他出演：枢木あおい、山井すず、水原乃亜、森下美怜、持田栞里。AV OPEN 2018 素人部門出品作品。
- おねだり淫語でチ●ポ丸呑みMビッチ（2月1日、ワープエンタテインメント、監督：Eight、撮影日：11月9日）
- 淫魔捜査官（2月7日、アタッカーズ、監督：芳賀栄太郎、撮影日：10月3日）共演：八乃つばさ、倉木しおり
- 睡眠薬を飲ませて…説教中に強烈な睡魔に襲われ寝落ちしたクレーマー妻のパンスト破いて脱尿ダラダラ腹いせ姦（2月7日、ナチュラルハイ）他出演：水川スミレ、富田優衣
- 一般大衆ヒロイン狩り 美少女仮面オーロラ（2月8日、GIGA、監督：坂田徹、撮影日：11月15日）
- ここ最近ハメた素人娘達から厳選して巨乳でエロかった4人の本番映像。（2月8日、ケイ・エム・プロデュース、監督：ー）他出演：蓮実クレア、雛菊つばさ、柊のあ
- 本屋でガリ勉君の目の前に人妻のパンチラが！参考書探してたのにエロ本見せつけられドギマギ。パンチラや胸チラで誘惑がエスカレートして勃起してしまった股間にミニスカ尻を密着され、店員やお客さんがいるのにこっそり女のカラダ教えこまれました。（2月21日、SWITCH、監督：山城猛）他出演：柊のあ、倉木しおり
- 人間牧場2（2月22日、TMA、監督：ー、撮影日：11月11日）共演：八乃つばさ、宝田もなみ、真白ここ、森下美怜、森はるら、葉山りん、桜坂和歌
- エロエロ AV面接 No2（2月22日、プレステージ）他出演：高波奈々未、阿部栞菜、星奈あい ※ MGS動画のDVD化
- 隣のシングルマザー 美保結衣（3月1日、プラネットプラス、監督：BIRDMAN鉄平）
- SEXの逸材。ドスケベ素人の衝撃的試し撮り 性癖をこじらせてプレステージに自らやって来た本物素人さん達の顛末36（3月1日、プレステージ）他出演：妃月るい、咲々原リン、御坂りあ ※ MGS動画のDVD化
- 素人妻が一般大学生の自宅にコンドーム1つ渡され一泊 一度のゴム姦では満足できず宿泊中2度もガチ中出しを許してしまう 関西弁で喘ぐ騎乗位がエッチなGカップ妻 みほさん31歳（3月7日、コスモス映像、監督：マウンテン森、撮影日：12月3日）
- 居酒屋痴漢（3月7日、ナチュラルハイ、撮影日：12月16日）他出演：桜木優希音、上川星空、倉多まお
- 弟たちに昏睡パイズリされながらハメられた巨乳姉（3月21日、ナチュラルハイ、撮影日：12月21日）他出演：出演：三島奈津子、音海里奈
- ドキュメンTV×PRESTIGE PREMIUM 家まで送ってイイですか No28（3月22日、プレステージ）他出演：逢沢まりあ、矢野乃々華 ※ MGS動画のDVD化
- 涎ダッラダラ喉奥クチ便器 美保結衣（3月29日、ワープエンタテインメント、監督：Eight）
- 考察妄想倶楽部 隠れて濡れマン下心（4月1日、OFFICE K’S、監督：フォーエバーヤング）他出演：持田栞里、手島知世、橘メアリー、雛菊つばさ
- 文学部で培った語彙力抜群の淫語と、感じすぎる男の乳首をじっくりねっとり永遠に責め続けて喜ぶ小悪魔制服美少女 美保結衣（4月12日、ケイ・エム・プロデュース）
- 幼なじみが親友の彼女になっていた！目の前の成長したデカ尻に思わずチンピク！部屋でみつけた特大バイブをブチ込めばイキ潮連発するんで即ハメ！（4月12日、Z-MEN、監督：NABE、撮影日：12月13日）他出演：森下美玲、浅見せな
- 真向いの人妻が無防備すぎてつい覗いていたら 股をひろげてオナりはじめた彼女と目があってしまった…（4月12日、Z-MEN、監督：HI☆YON、撮影日：12月13日）他出演：羽生ありさ、森下美怜
- 触手十字架地獄3 美しき勇者もーれつ仮面（4月26日、GIGA、監督：坂田徹、撮影日：2月8日）
- レンタル彼女。×PRESTIGE PREMIUM No3（5月3日、プレステージ）他出演：速海りん、三田杏、舞島あかり ※ MGS動画のDVD化
- 混浴温泉で乳首をしつこく刺激する乳吸い責めに欲情した女は湯しぶきを立てないスローピストンの快感で中出しを拒めない2（5月9日、ナチュラルハイ、撮影日：2月14日）共演：優梨まいな、真田みづ稀、後藤里香
- おねシ●タ性欲全開乱交セックス！！（5月16日、グローリークエスト、撮影日：1月24日）共演：倉木しおり、早川瑞希
- スーツの似合う働く美女限定! マジックミラー号透け透けスーパー銭湯 2 仕事で疲れたOLさんが職場の同僚と2人っきりでシースルー混浴体験（5月23日、ロケット、監督：三輪キヨシ、撮影日：3月5日）共演：泉りおん、篠崎かんな
- オナサポせんずり鑑賞（5月25日、アロマ企画、撮影日：1月30日）他出演：川越ゆい、南涼、日高結愛、朝香ひなた
- 顔とパンチラと囁き淫語2（5月25日、アロマ企画、監督：笠井貴人、撮影日：1月30日）他出演：笹倉杏、美泉咲、神楽アイネ、夏希のあ、橋下まこ
- 専業主婦 私を、売ります（6月1日、FAプロ、監督：タク・オガワ、撮影日：2月1日）
- （裏）手コキクリニック 大量精液採取編 性交クリニック 11 超業務的リアル看護 8性交×200分SP（6月6日、SODクリエイト、監督：太田みぎわ）共演：大浦真奈美、石川みなみ、瀬戸すみれ、星あめり、倉木しおり、後藤里香、宮村ななこ
- 「あなたの奥さんナンパしても良いですか？」～愛する妻が寝取りのプロに狙われる72時間～（6月6日、SODクリエイト、監督：小林ソーラン）他出演：
- 献身…義父への肉体介護　〜老人愛撫に昇天する純朴妻　美保結衣〜（6月14日、NAGIRA、監督：龍太、撮影日：3月4日）
- 私立パコパコ女子大学 女子大生とトラックテントで即ハメ旅 No21（6月14日、プレステージ）他出演：舞島あかり、北浦真美、茜はるか ※ MGS動画のDVD化
- SOD女子社員10名が業務中に全裸健康診断 膣の奥までチ〇ポでチェックするAV会社ならではの赤面羞恥検診（6月20日、SODクリエイト、監督：夕刊）他出演：阿由葉あみ、神谷充希、八尋麻衣、明海こう、倉木しおり、富田優衣、皆野あい、黒川すみれ、七海ゆあ ※「大隈涼子」名義
- ヌキなし前提の性感マッサージ店～健全店というお膳立てと放出精子量の相関関係～（6月25日、SEX Agent/妄想族）他出演：音海里奈、河北麻衣、井上綾子、夏日風、新谷美愛
- ローリングクンニッチホールド 回転クンニ固めであのコのご開帳おマ○コ舐めまくっちゃえ！！ （6月26日、アロマ企画、撮影日：1月30日）他出演：阿部栞菜、藍川美夏、藤川菜緒、前田あこ、夏希のあ
- エビ反りピストン騎乗位2（6月26日、アロマ企画）他出演：富田優衣、倉木しおり、三田杏、美咲結衣、川越ゆい
- SEXの逸材。ドスケベ素人の衝撃的試し撮り 性癖をこじらせてプレステージに自らやって来た本物素人さん達の顛末44（7月5日、プレステージ）他出演：森下美怜、東条蒼、メイメイ ※ MGS動画のDVD化
- うまなみの兄にめろめろにされた弟嫁（7月11日、タカラ映像、監督：美作瞬）
- ピチピチの太腿が中年おやじのザーメン搾り取る年の差20歳の腿こき（7月13日、アロマ企画、撮影日：1月30日）他出演：藤波さとり、神代えみな、ゆずき結花、日泉舞香、神楽アイネ
- 満員バスで人妻のボインが思春期学生の体に密着 即反応する元気チ〇ポで奥さんの性欲に火がつき思わず握りしめ、他の乗客がいるのに車内でズッポリ挿入（7月25日、SWITCH）他出演：霜月るな、橘メアリー
- 真・時間が止まる腕時計パート13（8月1日、ROCKET、監督：ルート山崎、撮影日：5月27日）他出演：高梨ゆあ、持田栞里、塚田詩織、霜月るな、海空花、永瀬愛菜
- 失神寸前アクメ痴漢2 大勢の男に立てなくなるほど散々イカされ犯られる女（8月8日、ナチュラルハイ、監督：ジャケン小玉）他出演：かなで自由、花宮レイ、三原ほのか
- 可愛い顔してデカ尻！！（8月20日、MARRION、監督：宮本小次郎、撮影日：1月26日）
- 知的な眼鏡女性と見つめ合う完全主観フェラ2～社会性に富んだメガネジョシ「私ならこうしゃぶる」～（8月25日、	SEX Agent/妄想族）他出演：井上綾子、星川凛々花、佐久間恵美、望月りさ、一二三鈴、真木今日子
- 魔性年 美保結衣（9月5日、グローリークエスト、監督：ひょん、撮影日：4月26日）
- 素人妻が一般黒人留学生の自宅にコンドームを1つ渡され一泊 今度こそゴム姦で帰るはずが黒いデカチンが気持ちよすぎて結局中出しを許してしまうスケベ妻（9月12日、コスモス映像、撮影日：6月15日）
- 「誰にも聞けないけど…「イク」時にイクって言ってもいいのw」制服お嬢様の放課後は何度もイッちゃう変態J○中出し性交（9月25日、ホームルーム/妄想族）他出演：あずみひな （永井みひな）、深田結梨
- 妄想病淫 現実と妄想の2画面ギャップ変態クロスオーバー病棟（9月26日、ROCKET、監督：ルート山崎、撮影日：7月5日）共演：葉月桃、神納花
- 【完全主観】方言女子 京都弁 美保結衣（11月1日、h.m.p、撮影日：6月26日）
- 元女教師妻 甥っ子と淫らな筆おろし 美保結衣（11月13日、アクアモール/HERO、監督：もぐら隊長、撮影日：8月3日）
- 性欲処理専門 セックス外来医院18 ～中出し性交・アナル挿入・輪姦セックス～ 過酷な状況の中、股を開き続ける人妻看護師に密着！ 美保結衣（11月21日、SODクリエイト、監督：沢庵、撮影日：8月29日）
- ボディジャック～憑流教室～（12月12日、ROCKET、監督：三輪キヨシ、撮影日：9月30日）共演：倉多まお、桃尻かのん、倉木しおり
- 逆転マジックミラー号 自慢のムチ尻で抜きまくれ！どスケベダンサー娘たちの トゥワーク 腰振り騎乗位童貞ザーメン大量抜き競争！（12月12日、SODクリエイト、監督：にまいめ、撮影日：9月10日）共演：八乃つばさ、
- 悪の女戦士アクセルガールDarkness ～アクセルマン危機一髪～（12月27日、GIGA、監督：坂田徹、撮影日：10月11日）男優：東惣介

2020年
- いい歳した社会人の私が隣に住む一人暮らしの年下女子大生に弱みを握られてから3ヶ月が過ぎようとしています（1月17日、ヒメゴト）他出演：河北はるな、望月あやか
- 超振動アクメバイクACT.4 1分間に4万2000回転！！ イクイク悶絶フィットネスでデカ尻人妻たちがイキ我慢できたら賞金ゲット！！アクメ失禁した瞬間に襲撃！即ズボ！バック中出し！！（2月13日、はじめ企画、監督：はじめ）他出演：八乃つばさ、藤森里穂、蓮実クレア
- 研修期間中の女性校医による思春期の男子校生への検診事情（3月13日、ケイ・エム・プロデュース）他出演：河北はるな、望月あやか、如月夏希、真宮あや、水沢つぐみ、谷あづさ、紗東みお、倉木しおり、清音咲良
- 自慢のBODYを惜しげもなく晒すスケベ女とのエロエロ温泉デート 美保結衣（4月16日、グローリークエスト、撮影日：2019年7月2-3日）
- 先生、わたし結婚するの。先生と生徒 愛し続けた10年 美保結衣 倉木しおり（5月15日、レアルワークス、監督：猫ミン、撮影日：2020年3月7日）共演：倉木しおり
- 雪山コテージとレズビアンカップルと別れの濃厚キス 大好きな人と最後の旅。愛しい人と何度も濃厚な口づけを交わした。 美保結衣 八乃つばさ（6月6日、ビビアン、撮影日：2020年2月4-5日）共演：八乃つばさ
- 勃起したチ○ポを見せつけられ、興奮してSEXまでしちゃった素人娘。 Vol.1（7月1日、OFFICE K’S）他出演：蓮実クレア、千葉ゆうか、熊野あゆ、桃香りり
- S女覚醒 私がM男にしたい10のこと 美保結衣（7月7日、犬/妄想族、監督：ヘビースモーキー石井、撮影日：2020年3月6日）
- 夜●いされて悶え喘ぐ人妻 Vol.2（7月19日、アクアモール/エマニエル、監督：白いもぐら）他出演：志田雪奈、新村あかり、八乃つばさ
- 魔の媚肉激震貫通マシーン 淫壺に食い込み女を失神させる恐怖の突き上げピストン！！ 痙攣を誘発するパープル・デビルに堕とされる7名の餌食（9月19日、Baby Entertainment）他出演：倉木しおり、香澄のあ、加賀美さら、辻芽愛里、斎藤ミオリ、いとう美憂
- 初レズ素人限定潮吹かせ選手権1000cc噴出チャレンジ（9月19日、レズれ！、監督：Ryo極）共演：倉木しおり、他出演：みおり・玉木くるみ、いとう美憂・辻芽愛里
- はだかの家政婦全裸家政婦紹介所 美保結衣（11月1日、プラネットプラス、監督：ディレクターO）
- だれとでも定額挿れ放題！月々定額料金さえ支払えば、校内の女子生徒や女教師でもだれでも挿れ放題！2（11月7日、Hunter、監督：ころすけ）共演：前乃菜々、逢見リカ、阿部乃みく、黒崎さく、桜井千春
- 残虐昇天三角木馬 Part2 ～悪魔の重力にイキ殺される炎上女体～ 完全撮り下ろし！7名の激熱絶頂（11月13日、Baby Entertainment）他出演：佐知子、美咲沙耶、倉木しおり、辻芽愛里、いとう美憂、斎藤ミオリ
- SOD女子社員第3回フェラチオシンデレラ選手権 撮りおろし 凄テク女子社員3名の決勝戦！＆一挙公開 現役女子社員21名の予選大会！濃厚ザーメン合計68発射精！特大ボリューム2枚組480分スペシャル作品！（11月26日、SODクリエイト、監督：夕刊）大隈涼子名義。他出演：きみと歩実(佐田千穂)、高杉麻里(杉山美玲)、あおいれな(高木恵)、美咲かんな(矢作香澄)、橘メアリー(橘友美)、黒川すみれ(川野由美子)、若宮穂乃(赤堀真凛)、maki(星野優衣香)、持田栞里(吉田香織)、宝田もなみ(飯沼未来)、有村のぞみ(澤村香)、玉木くるみ(遠藤さくら)、世良あさか(朝本由依)、高坂あいり(早苗双葉)、藤咲サラ(叶野ひなた)、田中ねね(前田音緒)、新村あかり(桜庭洋子)、八尋麻衣(松本千尋)、丘えりな(片岡絵里)、美谷朱里(三上江里)
- シリーズ50回記念！！ついに恥らい娘達の卑猥なワレメが餌食！？タオル一枚男湯入ってみませんか？掟破りの過激挿入ミッションでおじさんチ○ポは大暴走！10名全員SEX超豪華8時間SP（12月10日、SODクリエイト、監督：CHAIN宗）共演：田中ねね、他出演：椿りか・深田結梨／乙花イブ・山本蓮加／柊るい・他3名
- 「うちらが射精させてあげる！」遅漏で悩んでいるボクにヤリマン幼馴染とその友達のこれまたヤリマン女子二人が競い合うように射精させてあげるお話。（12月19日、Hunter、監督：川尻）共演：高田有紗、黒崎さく、三浦かなみ、葉月桃、葉月もえ

2021年
- 完全主観で楽しむ美保結衣との新婚生活（1月1日、プラネットプラス、監督：ディレクターO）
- 欲求不満の家出兄嫁が騎乗位で中出し直後、マ○コから溢れ出る精子をチ○ポに垂らして妊娠確定2度漬けおかわりピストン騎乗位で何度も求めてきた！（2月7日、Hunter、監督：コンニャック神野）他出演： 永原なつき、河西乃愛、推川ゆうり、他1名

### VR
2018年
- 紳士服店へスーツを買いに行ったら【試着室の中】に巨乳女店員が入ってきてこっそり密着採寸! カーテン越しに接客しながらハメられまくりサイレントSEX（9月21日、SODクリエイト）
- これからこの娘をハメ撮ります。 色白巨乳 ゆい（9月27日、CRYSTAL VR）
- 密着風呂VR お風呂で体を洗っていたら勝手に妹が入ってきた! 10年ぶりの兄妹風呂 知らない間に爆乳化していたムチムチボディにフル勃起しちゃって…（10月12日、SODクリエイト）
- 寝ている彼女の身体をまさぐってたら起きちゃって朝勃ちフェラチオ口内発射! 2回戦目も彼女が責めるラブラブ中出しSEX♥（10月19日、4K VR）
- Gカップ爆乳JD アルコール度数高い酒を盛られるがヤル気スイッチON! 酔って火照って敏感に連続イキ「我慢出来ない…挿れて」激しい腰つき対面「全身がビクビクしておかしくなっちゃいそう…」ラストスパート激ピストンでイキ果て13回絶頂（10月27日、ブイワンVR）
- 催眠術かけまくりサークルVR 「性欲100倍強の催眠術」でEDチ○ポがガッチガチになってしまいあげくの果てに同時催眠で淫乱になった巨乳2人と3P体験VR (11月25日、ワンズファクトリー)  共演:高野しずか
- HQ超画質革命！ J○リフレ店で必死の交渉生本番！！ブレザー制服で中出しザーメン垂れ流し！！！！ 美保結衣（12月28日、こあらVR）

2019年
- 夜這い村 男が一人もいない集落に迷い込んだ俺（1月25日、kawaii、監督：こあら太郎（わ））共演：神谷充希、一ノ瀬梓、葉月もえ
- HQ超画質革命！ ゆいちゃんのHな淫語ささやきと唾液チュパチュパASMR×SEX！エロ読書、フランクフルト舐め音、指舐めぴちゃぴちゃ、無●正アナル観察、手コキ＆フェラ！騎乗位と対面座位で終始見つめ合い生ハメ中出し！！ 美保結衣（4月12日、こあらVR）
- 劇的高画質 美保結衣 Gカップ巨乳が田舎から上京！童顔ながらもすごい巨乳！（5月18日、ブイワンVR）
- 肉感美女がハミ出し剛毛マン毛を弄られ羞恥に悶える中出し媚薬エステ！（6月13日、Fitch肉感VR、監督：シズカマン、撮影日：2018年12月20日）他出演：牧村柚希
- 超没入性感エステ vol.25 美保結衣（7月12日、CASANOVA）

2020年
- 脱衣麻雀VR 全裸チ○ポ羞恥からの…ビギナーズラックで和りまくり！脱がせまくり！ラストは全裸でハーレムエロ展開！！（6月19日、変態紳士倶楽部）他出演： 千葉ゆうか、桐谷なお
- 巨乳の妹が彼氏を連れて部屋に…こうなった覗くしかない！するとやっぱり… 美保結衣（6月20日、4KVR、監督：黒猫銀次郎、撮影日：2020年2月20日）
- 部屋を覗いてるのがバレて怒られるかと思ったら犯●れた… 美保結衣（6月20日、4KVR、監督：黒猫銀次郎、撮影日：2020年2月20日）
- 巨乳の妹が心配で屋根裏から覗いてしまったら… 美保結衣 完全版（6月20日、4KVR、監督：黒猫銀次郎、撮影日：2020年2月20日）同日発売の上記2作品のセット。
- ソドムの性（7月8日、ROOKIE、監督：モヒカル、撮影日：2019年11月27日）共演：加藤ももか、美甘りか、森本つぐみ、西田カリナ、香苗レノン、鈴木さとみ

2021年
- 巨乳彼女をその気にさせろ！感じないフリしていても体は敏感に反応！ヤセ我慢するも限界突破でイチャラブSEX突入！（1月22日、TEPPAN VR）

### 動画配信
2018年
- ■脱いだらスゴいGカップ隠れ巨乳！まじめ女子が泥酔ヘベレケSEX■※ガードが固い優等生タイプ※想定外の泥酔でヤリマン化？！※むっつりスケベ大爆発※グリグリ腰振りが止まらない※ぶつかり合い波打つおっぱい※軟体ボディを色んな体位でハメまくる濃密汗だくSEX（配信日：8月8日、MGS）※ ゆりか 23歳 ガールズバー店員 名義
- 【見せたい】24歳【見られたい】ゆいちゃん参上！普段は保険会社で事務員な彼女の応募理由は『一億二千万人の全国民に私のエッチを見せたい…♪』アホ？とにかく見られたい願望が強すぎる【変態会社員】『本当は外とかでハラハラしながらエッチしたいんですけど…』法律違反は出来ません！【巨乳Fカップ】を自慢げに見せるは【指ガン入れオナニー】を御披露するは！『私が感じてイクことろ見て下さい…♪』撮影されて大興奮の連続イキ！『撮られるって最高ですね〜♪』これ皆んな見てシコシコしてるんだょ〜『いゃん♪嬉しぃ♪』普通は恥ずかしいなんだけどねw（配信日：8月15日、MGS）※ ゆい 24歳 保険会社事務 名義
- マジ軟派、初撮。 1138（配信日：8月24日、MGS）※ 結衣 25歳 通信会社の営業職 名義
- ゆい（配信日：9月6日、俺の素人）※ ゆい(20) 名義。「期間限定出勤 新人デリヘル嬢を騙して生中出し（S級素人）」からの切り取り。
- ゆか（配信日：10月12日、俺の素人）※ ゆか(26) 名義
- ラグジュTV 1012（配信日：10月15日、MGS）※ 悠木さや 28歳 会社員 名義
- ゆい（配信日：10月20日、はめチャンネル）※ ゆい(24) 名義。「面接ドキュメント 通りすがりのAV女優 11 巨乳、堅気、出来心編（HMJM）」からの切り取り。
- ラグジュTV 1018（配信日：10月29日、MGS）※ 悠木さや 28歳 会社員 名義
- 家まで送ってイイですか？ case.117 大阪上陸！浪速のGカップ爆乳伝説！⇒経験人数200人！SEXをして人間性をみる女！⇒暴発寸前、うねる高速マッハ騎乗位！⇒男が喜ぶ下着100着！エブリデイ勝負下着！⇒口の中で何かが吸い付く究極フェラ！⇒チ〇コ博士！チ〇コのすべてを知りつくす！⇒肉食系になった原因…結婚間際の破断…一体何が（配信日：11月2日、MGS）※ 智子さん 27歳 銀行員(某都市銀行勤務) 名義
- レンタル彼女 18【Gカップ保険外交員】巨乳な真面目系OLを彼女としてレンタル！口説き落として本来禁止のエロ行為までヤリまくった一部始終を完全REC！雰囲気は地味目だけど服の上から主張しまくる美巨乳が全く地味じゃない！チ●ポと対面するとスイッチが切り替わる隠れド変態でした！イキ過ぎ必見！※本来、性的サービスは禁止です。（配信日：11月4日、MGS、撮影日：9月28日）※ ゆい 24歳 保険会社営業 名義
- SOD女子社員 健康診断 経理部 大隈涼子（配信日：12月6日、SODクリエイト、監督：夕刊、撮影日：10月8-9日）※「大隈涼子」名義
- 【童顔娘】エロエロ！AV面接 Case.06 低身長巨乳インテリ女子大生が懇願イキ！！（配信日：12月11日、MGS）※ ゆい 名義
- 【エロ巨乳】24歳【地味な事務員】ゆいちゃん参上！普段は真面目に働く彼女の応募理由は『AV出てる皆さん気持ち良さそうで…』色々我慢できずにAV出演！実は【見せたがり】【ヤリたがり】『出会いが無くて彼氏いないから毎晩寝る前はオナニーしちゃうの…』のオナニーが半端ない指使い！誰に仕込まれたかフェラする前に【初めにアナル舐めから】媚薬オイルで倍増した感度のせいにしているが【性根が変態】『私、仕事もエッチも真面目なんです♪』SEXの真面目は変態って事かっ！やらしぃエロボディたまんないっすょ！御覧あれ♪（配信日：12月11日、MGS）※ ゆい 24歳 保険会社事務 名義
- 「ちょ、待っ、え！こんなところで！？」バレたらマズい場所で美少女がチ●ポをエッチに抜きまくり！（配信日：12月21日、プレステージ）他出演：橋本れいか、青山朱里、黒川すみれ、真白ここ、星川光希、三田杏、茜はるか、手島知世、夢咲ひなみ

2019年
- 射精が止まらない！柔らか巨乳おっぱい濃厚美女パイズリ！4（配信日：1月4日、プレステージ）他出演：心音にこ、音羽美玲、月野セリナ、三島奈津子、南まゆ、宝田もなみ、今井ゆあ、北川りこ、雨宮凜
- 私立パコパコ女子大学 女子大生とトラックテントで即ハメ旅 Report.080【エッチなおっぱい＋大爆潮！】カバンも胸もはちきれそうな薬剤師志望のゆいちゃんは勉強漬けで多忙を極める大阪出身のデカ乳娘！⇒一浪して入学。奨学金で通う薬学部の実態⇒無趣味なゆいちゃんのストレス発散は男性とのデート！？セフレの存在&こだわりの2本指オナニーを激白！⇒銭ゲバ交渉開始！ギャラUPを条件に胸チラ撮影を申し出ると笑顔で快諾！⇒おっぱいを接写するだけが男優も合流して潮吹きまくりの体位フルコースで悩みもストレスもスッキリ解消！！の巻（配信日：1月5日、MGS、撮影日：11月19日）※ ゆいちゃん 24歳 女子大生(薬学部5年生) 名義
- 乳揉み痴漢され腰をクネらせ感じまくる黒髪鳩胸女子○生（配信日：1月24日、ナチュラルハイ、監督：ジャケン小玉）※ 「満員バスで背後から制服越しにねっとり乳揉み痴漢され腰をクネらせ感じまくる巨乳女子○生6（ナチュラルハイ）」の美保結衣出演部分だけを抽出。
- ゆい（配信日：3月29日、％OFF、監督：HI☆YON）※ 「真向いの人妻が無防備すぎてつい覗いていたら 股をひろげてオナりはじめた彼女と目があってしまった…（Z-MEN）」の美保結衣出演部分だけを抽出。
- みぽりん（配信日：3月30日、％OFF、監督：NABE）※ 「幼なじみが親友の彼女になっていた！目の前の成長したデカ尻に思わずチンピク！部屋でみつけた特大バイブをブチ込めばイキ潮連発するんで即ハメ！（Z-MEN）」の美保結衣出演部分だけを抽出。
- 唯（配信日：7月8日、E★人妻DX）
- ゆってぃ（配信日：7月27日、J●調査隊 チームK）

2020年
- 乱交・個撮 21歳 巨乳彼女をヤリチン友達に寝取らせてみた。交際２か月の清純そうに見えて体がスケベな女子大生はイケメンに強引に迫られると隣部屋に彼氏がいても股を開くのか！？（配信日：2月6日、中出しナックルズα、FC2販売中止後6msで販売再開）みさおちゃん名義、共演：ゆきちゃん名義（）
- 個撮・乱交 おっとり巨乳書店員♀(25)がイケメンチンポに串刺しアヘ顔アクメ！彼氏がいるのに、口説かれると濡らしちゃうむっつり淫乱女子がぶっ壊れるまで生中浮気SEXで、キスしたまま腰振り痙攣絶頂オーガ（配信日：3月5日、中出しナックルズα、FC2）みさおちゃん名義、共演：ゆきちゃん名義（）
- （激レア動画）巨乳素人4P生ハメ撮り！SEXに貪欲な女の子たちのびしょ濡れマンコにとっかえひっかえゴム無しチンポ挿入。清純女子（配信日：3月13日、中出しナックルズα、FC2）みさおちゃん名義、共演：ゆきちゃん名義（）
- ゆい（配信日：3月14日、ちちくりジョニー）
- 「オメコおかしなる～♪」京ことば隠語のはんなりGカップ京美人が東京進攻！！立ち向かうは東京名物“チンチ○ツリー”！？即濡れマ○コはやらしどすえ♪ビンカン体質のまん丸Gカップ&豊満美尻を掴んで生突き発射！！ /AV男優の電話帳/No.020（配信日：4月4日、MGS）ゆい/22歳/はんなりGカップ/京都のお土産屋さんのカンバン娘名義
- みほ（配信日：4月4日、VOND premium、撮影日：2019年1月29日）みほ名義
- みちょぽ（配信日：6月4日、おっぱい先生レーベル）みちょぽ名義
- SOD女子社員 フェラチオシンデレラ選手権 予選G組 ニコニコ笑顔のフェラチオ大好き3名（配信日：8月28日、SODクリエイト、監督：夕刊）大隈涼子名義。他出演：丘えりな(片岡絵里)、美谷朱里(三上江里)
- 昼間から1人でお酒を飲んでるような女は余裕でヤれる？説（配信日：12月2日、むちゃぶりTV ）

### イメージビデオ
2019年
- Yui Healing meditation（2月21日、REbecca、撮影日：11月14日）

### デジタル写真集
2018年
- デジグラ 美保結衣（デジグラ、撮影日：11月2日）